# 14258 Katrinaminck
14258 Katrinaminck este un asteroid din centura principală de asteroizi.

## Descriere
14258 Katrinaminck este un asteroid din centura principală de asteroizi. A fost descoperit pe 5 ianuarie 2000 la Socorro, New Mexico, în cadrul proiectului LINEAR. Asteroidul prezintă o orbită caracterizată de o semiaxă mare de 2,32 ua, o excentricitate de 0,04 și o înclinație de 4,5° în raport cu ecliptica.